# L'amato vagabondo
L'amato vagabondo (The Beloved Vagabond) è un film del 1936 diretto da Kurt Bernhardt (Curtis Bernhardt). Il romanzo da cui è tratto, opera dello scrittore britannico William John Locke, era già stato adattato per lo schermo in The Beloved Vagabond nel 1915 e in The Beloved Vagabond nel 1923.
I costumi sono firmati da Ernst Stern e dalla grande sarta Elsa Schiaparelli.
Il film venne presentato in concorso alla 4ª Mostra del Cinema di Venezia.

## Trama
Nell'Ottocento, un architetto si spaccia per vagabondo e si innamora di una ragazza orfana.

## Produzione
Il film fu prodotto dalla Toeplitz Productions Ltd.

## Distribuzione
Distribuito nel Regno Unito dalla Associated British Film Distributors (ABFD), uscì in sala il 25 agosto 1936 in prima londinese. Negli Stati Uniti, fu distribuito dalla Columbia Pictures, mentre in altri paesi europei fu distribuito dall'austriaca Kiba Filmverleih.

### Date di uscita
IMDb
- UK	25 agosto 1936	 (Londra)
- Danimarca	26 agosto 1936
- USA	7 febbraio 1937
- Finlandia	10 aprile 1938

Alias
- The Beloved Vagabond	UK (titolo originale)
- Den elskelige landstryger	Danimarca
- Der geliebte Vagabund	Austria
- Iloinen maankiertäjä	Finlandia
- L'amato vagabondo	Italia